# Patrik Bordon
Patrick Bordon (sinh 6 tháng 4 năm 1988) là một cầu thủ bóng đá Slovenia thi đấu ở vị trí tiền đạo cho...

## Sự nghiệp câu lạc bộ
Ngày 30 tháng 8 năm 2013, Bordon gia nhập đội mới lên hạng Albanian Superliga Partizani Tirana với bản hợp đồng 1 năm, mang áo số 9 đang bỏ trống. Sau một số trận ngồi ghế dự bị, anh ra mắt ngày 2 tháng 10 ở vòng 6 trước Kukësi, thay cho Aldo Mitraj trong 13 phút cuối và Partizani thắng 0–1. Sau đó ngày 6 tháng 11,, Bordon ra mắt ở Cúp bóng đá Albania khi đá trận lượt về ở vòng một trước Ada Velipojë, ghi một bàn thắng và giành chiến thắng 3–1 trên sân nhà, với tổng tỉ số 4–2, giúp Partizani vào vòng tiếp theo. Đó là những bàn thắng duy nhất mà anh ghi cho Partizani trong nửa đầu mùa giải, khiến cho câu lạc bộ phải hủy hợp đồng với anh trong kì chuyển nhượng mùa đông.